# Hugo van Dalen
Hugo van Dalen (Dordrecht, Països Baixos, 16 d'abril de 1888 – La Haia, 24 de febrer de 1967) fou un pianista, compositor i escriptor holandès.
Realitzà els seus estudis en la seva ciutat natal i al Conservatori d'Amsterdam, perfeccionant els de piano amb Ferruccio Busoni a Berlín. Es va senyalar com a notable concertista de piano. Fou professor d'aquell instrument en el Conservatori Klindworth-Scharwenka, de Berlín.